# Cleto
Cleto este o comună din provincia Cosenza, regiunea Calabria, Italia, cu o populație de 1.181 locuitori (1 ianuarie 2023) și o suprafață de 18,98 km².

## Demografie
Cleto - evoluția demografică

|  | Graficele sunt indisponibile din cauza unor probleme tehnice. Mai multe informații se găsesc la Phabricator și la wiki-ul MediaWiki. |

Date: Recensăminte sau birourile de statistică - grafică realizată de Wikipedia